# DC++
DC++ – najbardziej popularny, darmowy program wymiany plików P2P – Direct Connect. Klient pod system operacyjny Windows.
Program służy do połączenia się z serwerem, zwanym „hubem”, który umożliwia połączenie z innymi użytkownikami programu. Program autorstwa Jacka Sieki.
Główne cechy programu to:
- brak reklam, spyware i wbudowanych programów niekoniecznych do użytkowania programu
- do każdej nowej wersji klienta jest możliwość sprawdzenia kodu źródłowego
- istnieje możliwość łączenia się z kilkoma serwerami jednocześnie
- możliwość budowania zakładek z ulubionymi użytkownikami lub ulubionymi serwerami
- możliwość udostępniania i ściągania różnego rodzaju plików o różnym rozmiarze
- integracja plików dzięki TTH i magnet link
- możliwość rozmawiania na czacie głównym i wysyłanie prywatnych wiadomości
- szukanie alternatyw i ściąganie segmentami
- tłumaczenia programu w różnych językach